# Ugly (Sugababes)
Ugly is de tweede single van Taller In More Ways, het vierde album van de Britse popgroep Sugababes. Het nummer werd in december 2005 uitgebracht en bereikte de 7e plaats in de Top 40. Ugly is de opvolger van Push The Button, de meest succesvolle hit van de Sugababes tot dusver.

## Het nummer
Het nummer Ugly is net als Push The Button een productie van de Amerikaanse producer Dallas Austin. Nadat hij Britse tabloids had gelezen, was hij zo onder de indruk van de manier waarop de Sugababes vaak werden afgekraakt, dat hij er een nummer over schreef. Ugly is dan ook een van de weinige nummers op het album waar de Sugababes zelf niet aan hebben meegeschreven. Ugly is een midtempo-nummer waarin de Sugababes zingen over persoonlijkheid. Zo zingen ze: "We only get judged by what we do" en "personality reflects name".

## Videoclip
De clip die bij het nummer hoort, is opgenomen in de Verenigde Staten. Te zien zijn vele mensen die allemaal een "kunstje" doen, bijvoorbeeld breakdancen, mimespelen, dansen en goochelen. De Sugababes spelen zelf een beperkte rol bij het refrein in de clip. Mutya staat erbij als een goochelaar een duif tevoorschijn tovert, Keisha en Mutya dansen met een van de personen en Heidi oefent een paar 'armhoudingen' met een danseres. Verder zie je ze in enkele shots toekijken op de optredens. Daarbij komt heel kort ook Tahlia, het dochtertje van zangeres Mutya Buena, in beeld. In de coupletten zijn de drie zangeressen wél "gewoon" te zien.

## Tracklisting
Onderstaande tracklisting is van de single zoals die in Nederland is uitgebracht. De tracklisting van dezelfde single kan in andere landen anders zijn.
| Cd-single (CD1)  | Cd-single (CD1)                       | Cd-single (CD1) |
| #                | Titel                                 | Lengte          |
| ---------------- | ------------------------------------- | --------------- |
| 1.               | "Ugly"                                | 3:53            |
| 2.               | "Come Together"                       | 2.57            |
| Maxisingle (CD2) |                                       |                 |
| #                | Titel                                 | Lengte          |
| 1.               | "Ugly"                                | 3:53            |
| 2.               | "Future Shokk"                        | 4:05            |
| 3.               | "Come Toghter"                        | 2.57            |
| 4.               | "Ugly (The Desert Eagle Discs Remix)" | 4:13            |
| 5.               | "Ugly (Suga Shaker Vocal Mix)"        | 5:42            |
| 6.               | "Ugly (Video)"                        | 3:53            |

## In de hitlijsten
| Hitlijst  | Hoogste positie |
| --------- | --------------- |
| VK        | 3               |
| Nederland | 7               |

## Trivia
- De albumtitel Taller In More Ways is afkomstig uit de tekst van Ugly.